# Commelina ciliata
Commelina ciliata är en himmelsblomsväxtart som beskrevs av Stanley. Commelina ciliata ingår i släktet himmelsblommor, och familjen himmelsblomsväxter.
Artens utbredningsområde är Northern Territory, Australien. Inga underarter finns listade.